# Bellville (Texas)
Pour les articles homonymes, voir Bellville.
La ville de Bellville est le siège du comté d’Austin, dans l’État du Texas, aux États-Unis. Le recensement de 2010 a indiqué une population de 4 097 habitants.

## Toponymie
La localité est nommée en hommage à Thomas B. Bell (en), un colon qui s'était installé en 1822 là où par la suite la ville a été bâtie.

## Démographie
| Groupe            | Bellville | Texas | États-Unis |
| ----------------- | --------- | ----- | ---------- |
| Blancs            | 78,4      | 70,4  | 72,4       |
| Afro-Américains   | 10,2      | 11,9  | 12,6       |
| Autres            | 8,1       | 10,6  | 6,4        |
| Métis             | 1,5       | 2,7   | 2,9        |
| Amérindiens       | 1,2       | 0,7   | 0,9        |
| Asiatiques        | 0,6       | 3,8   | 4,8        |
| Total             | 100       | 100   | 100        |
|                   |           |       |            |
| Latino-Américains | 21,2      | 37,6  | 16,7       |

Selon l'American Community Survey, pour la période 2011-2015, 93,82 % de la population âgée de plus de 5 ans déclare parler l'anglais à la maison, 6,16 % l'espagnol et 0,03 % une autre langue.

## Patrimoine
L'Austin County Courthouse est inscrite au Registre national des lieux historiques depuis le 3 novembre 2023.

## Source
- (en) Cet article est partiellement ou en totalité issu de l’article de Wikipédia en anglais intitulé « Bellville, Texas » (voir la liste des auteurs).

1. ↑  (en) Christopher Long, « Belville, TX », sur tshaonline.org (consulté le 1er avril 2018).
2. ↑  (en) « Bellville, TX Population - Census 2010 and 2000 », sur censusviewer.com.
3. ↑  (en) « Population of Texas - Census 2010 and 2000 », sur censusviewer.com.
4. ↑  (en) « Language spoken at home by ability to speak English for the population 5 years and over », sur factfinder.census.gov.